# Leonard Tietianiec
Leonard Tietianiec (ur. 26 stycznia 1932, zm. 29 czerwca 1987) – polski siatkarz, mistrz i reprezentant Polski, brązowy medalista Letniej Uniwersjady (1959), następnie trener.
Był m.in. zawodnikiem AZS-AWF Warszawa, w którego barwach sięgnął po mistrzostwo Polski w 1955, 1956 i 1957
W latach 1957–1962 wystąpił 111 razy w reprezentacji Polski. Debiutował 10 marca 1957 w towarzyskim spotkaniu z Francją. Wystąpił m.in. na mistrzostwach Europy w 1958 (6. miejsce), Letniej Uniwersjadzie w 1959 (3. miejsce), oraz mistrzostwach świata w 1960 (4. miejsce) i 1962 (6. miejsce). Ostatni raz w biało-czerwonych barwach zagrał 26 października 1962 w meczu mistrzostw świata z ZSRR.
Po zakończeniu kariery sportowej pracował m.in. jako trener. Z reprezentacją Polski juniorów zdobył brązowy medal mistrzostw Europy w 1975 i czwarte miejsce w 1977. Trenował zespoły łódzkie, a w latach 80. niemiecki TH Hanau.
Jego syn Maciej był, a wnuk Leonard jest siatkarzem.